# کارل کوفرمان
کارل کوفرمان (انگلیسی: Karel Kaufman; ۲۹ آوریل ۱۸۹۸ – ۱۰ دسامبر ۱۹۷۷) بازیکن فوتبال اهل پادشاهی هلند بود.
او سرمربی تیم ملی فوتبال هلند در بین سال‌های ۱۹۴۶ تا ۱۹۵۵ بود.